# Akira Kitaguchi
Akira Kitaguchi (北口 晃, Kitaguchi Akira, Osaka, 8 maart 1935) is een Japans voormalig voetballer die als aanvaller speelde.

## Clubcarrière
In 1953 ging Kitaguchi naar de Kwansei Gakuin University, waar hij in het schoolteam voetbalde. Nadat hij in 1957 afstudeerde, ging Kitaguchi spelen voor Mitsubishi Motors. 1965 werd de ploeg opgenomen in de Japan Soccer League, de voorloper van de J1 League. Kitaguchi beëindigde zijn spelersloopbaan in 1966.

## Japans voetbalelftal
Akira Kitaguchi debuteerde in 1958 in het Japans nationaal elftal en speelde 10 interlands, waarin hij 1 keer scoorde.

## Statistieken
| Japans voetbalelftal | Japans voetbalelftal | Japans voetbalelftal |
| Jaar                 | Wed.                 | Dlp.                 |
| -------------------- | -------------------- | -------------------- |
| 1958                 | 3                    | 1                    |
| 1959                 | 7                    | 0                    |
| Totaal               | 10                   | 1                    |